# Amas d'Alpha Persei
L'amas d'Alpha Persei, également connu par les désignations de Melotte 20 et de Collinder 39, est un grand amas ouvert visible dans la constellation de Persée, qui comprend notamment l'étoile brillante Alpha Persei (Mirfak).
Malgré sa grande luminosité, il n'a pendant longtemps pas été considéré comme un « objet céleste » en raison de sa grande étendue, mais plutôt comme un astérisme. On sait aujourd'hui qu'il s'agit d'un groupe d'étoiles bleu-blanc appartenant à la ceinture de Gould, dont les membres partagent une origine commune et se déplacent ensemble dans l'espace
La distance de l'amas, estimée à l'aide du satellite Hipparcos et du diagramme couleur-magnitude de ses étoiles est d'environ 172 pc (∼561 al),. La distance établie par ces deux mesures indépendantes est en accord, faisant de l'amas un étalon important de la mesure des distances en astronomie.
Il est âgé d'environ 50 millions d'années. Il ferait partie d'une génération d'étoiles massives qui interagissent fortement avec le milieu interstellaire environnant, aidant à déterminer la genèse des principales structures de notre région galactique.

## Observation

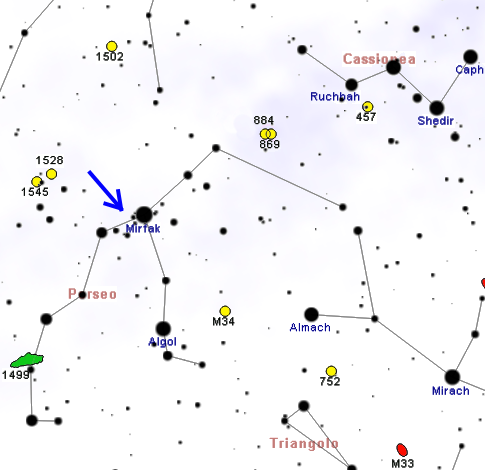
Carte de localisation de l'amas d'Alpha Persei.

L'amas d'Alpha Persei est un objet d'une grande richesse, ainsi que l'un des amas ouverts les plus proches du système solaire. Il est situé dans la partie nord de la constellation de Persée et semble dominé par l'étoile Mirfak, ou α Persei dans la désignation de Bayer, une supergéante jaune-blanche de magnitude 1,79, qui donne également son nom à l'objet tout entier. Ses principaux membres se distinguent clairement à l'œil nu, étant de quatrième et cinquième magnitude, et forment un riche ensemble stellaire autour de Mirfak. Même de petites jumelles comme des 7×30 suffisent à le résoudre en des dizaines d'étoiles jusqu'à la magnitude 8, tandis qu'avec des 10×50 plus d'une centaine d'étoiles sont visibles. L'amas s'étend dans une direction qui va du nord-ouest vers le sud-est et est délimité par les étoiles δ Persei et ε Persei. Des instruments présentant de plus grands grossissements ne sont pas recommandés car en raison de sa grande taille l'amas n'est alors plus visible en entier. L'instrument idéal pour son observation est donc des jumelles, ou tout au plus un petit télescope.
Aux latitudes septentrionales, il est aisément observable en soirée de la fin du mois août à la fin du mois de mars et il se hisse haut dans le ciel, particulièrement à la fin de l'automne et durant les nuits d'hiver. Grâce à sa déclinaison hautement septentrionale, il est circumpolaire depuis la plupart des régions de l'hémisphère nord, jusqu'à une latitude d'environ 40°N. Depuis l'hémisphère sud, en revanche, son observation est plutôt pénalisée et il ne peut être vu que sous les latitudes tempérées moyennes-basses et seulement quelques mois par an,.

## Histoire de son observation
Grâce à sa grande luminosité, l'amas d'Alpha Persei a probablement dû être observé même durant les époques les plus anciennes. Cependant, la première description scientifique de l'objet ne remonte qu'au milieu du XVIIe siècle, quand il a été catalogué par Giovanni Battista Hodierna ; il le décrit comme un objet de nature nébuleuse autour de l'étoile Alpha Persei.
L'astronome Charles Messier a décidé de ne pas inclure cet objet dans son catalogue bien connu, tout comme d'autres objets particulièrement étendus tels que les Hyades ou l'amas d'étoiles de la Chevelure de Bérénice. En 1910, il a été observé par Arthur Eddington, qui l'a décrit comme une brillante association stellaire dispersée. Quelques années plus tard, il fut pour la première fois inclus dans un catalogue astronomique entièrement consacré aux amas ouverts. Philibert Jacques Melotte le catalogua sous le numéro 20 dans son célèbre catalogue d'amas ouverts publié en 1915.

## Caractéristiques
| Étoile            | Type spectral | Magnitude apparente |
| ----------------- | ------------- | ------------------- |
| Mirfak (α Persei) | F5Ib          | 1,81                |
| δ Per             | B5III         | 3,01                |
| φ Per             | B1.5 V:e      | 4,06                |
| ψ Per             | B5Ve          | 4,31                |
| 34 Per            | B3V           | 4,67                |
| HD 21278          | B5V           | 4,99                |
| 31 Per            | B5V           | 5,05                |
| 29 Per            | B3V           | 5,16                |
| HD 20809          | B5V           | 5,30                |
| HD 21699          | B9III         | 5,46                |
| 30 Per            | B8V           | 5,49                |
| HR 1037           | B6Vn          | 5,57                |
| HD 21551          | B8V           | 5,82                |
| HD 21071          | B7V           | 6,09                |

L'analyse des données collectées par le satellite Hipparcos montre que l'amas d'Alpha Persei est composé d'au moins 30 étoiles de classe spectrale B, 33 de classe A, 12 de classe F, 2 de classe G et deux de classe K. Étant donné le jeune âge relatif de ses membres et son abondance en étoiles de types spectraux précoces, l'amas est considéré à tous égards comme une association OB et est également connu sous la dénomination de Perseus OB3.
La plus grande difficulté rencontrée pour déterminer le nombre d'étoiles membres de l'amas d'Alpha Persei est sa proximité avec un grand nombre de courants stellaires et d'associations dispersées d'âge plus récent qui se concentrent en direction de Persée et du Taureau, ainsi que la similitude de sa cinématique avec celle des étoiles de l'association locale. Selon les données d'une étude de 2006, il y aurait 139 étoiles répertoriées dans le catalogue Tycho-2 et appartenant à l'amas d'Alpha Persei, toutes comprises au sein d'un diamètre d'environ 26,6 pc (∼86,8 al), qui, à une distance donnée de 190 parsecs de l'amas, équivaut à un diamètre angulaire d'environ 4°. Les données du satellite Gaia, plus précis et mesurant les paramètres astrométriques d'étoiles bien plus faibles qu'Hipparcos, ont permis d'identifier en tout 517 membres de l'amas, localisés au sein de son rayon de marée d'environ 9,5 pc (∼31 al).
Parmi ses étoiles, une trentaine sont binaires d'après une analyse publiée en 1992 ; celles-ci ont été complétées par cinq autres binaires qui sont identifiés par les mesures astrométriques. Au total, il en résulte que seulement environ 20 % de ses membres sont des étoiles binaires, un pourcentage modeste par rapport à celui des étoiles de classe spectrale G présentes dans la zone environnante et significativement plus bas que celui des amas ouverts les plus proches, c'est-à-dire les Hyades et les Pléiades. Il en va de même pour les étoiles doubles visuelles présentant une grande séparation.

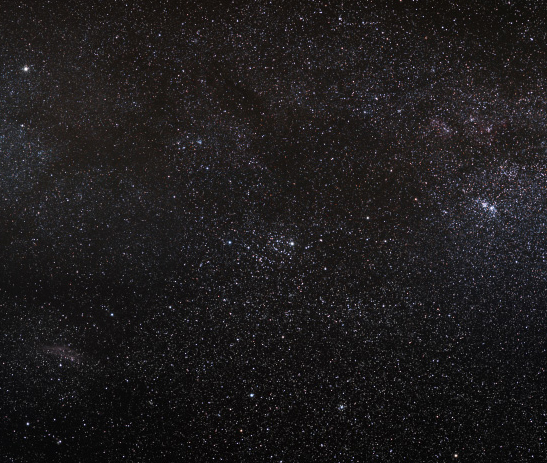
La Voie lactée dans la direction de Persée, avec l'amas d'Alpha Persei au centre. À droite, le double amas de Persée ; en bas à gauche, la nébuleuse Californie.

Les observations effectuées en rayons X ont mis en évidence d'autres différences par rapport aux amas environnants en ce qui concerne la distribution des étoiles émettant fortement dans ces longueurs d'onde. Les étoiles associées à de fortes émissions de rayons X, qui sont généralement des étoiles de masse faible à moyenne présentant une vitesse de rotation élevée, semblent être peu présentes dans les régions centrales de l'amas. En fait, la plupart se concentrent dans un halo en plus de 10 parsecs, loin du centre, probablement en dehors du rayon de marée de l'amas lui-même. Cela peut s'expliquer par le phénomène de ségrégation de masse, qui fait que les étoiles les plus massives de l'amas, et donc à faibles émissions de rayons X, ont tendance à se concentrer dans ses régions centrales. Cependant, la position de l'étoile massive Mirfak y est a cet égard quelque peu contradictoire.
Tous les amas ouverts ont tendance à se désagréger au fil du temps en raison de leur interaction avec le milieu interstellaire environnant et avec les forces de marée du disque galactique. Ainsi, dans les quelques millions d'années qui suivent leur formation, certaines de ses étoiles sont progressivement expulsées, se fondant petit à petit dans les champs stellaires environnants ou peuvent devenir des étoiles fugitives à la suite d'événements particuliers. Ces étoiles expulsées sont particulièrement recherchées car leur expulsion peut être datée avec une grande facilité et avec une grande précision. Un seul événement de ce type a été découvert sur 9 300 étoiles analysées. Il s'agit de la naine rouge Gliese 82, probablement expulsée de l'amas il y a environ 47 millions d'années. C'est une étoile qui présente de fortes émissions dans la bande Hα, probablement en raison de son jeune âge et de sa vitesse de rotation élevée.
En se basant sur la technique de datation qui utilise l'abondance du lithium des étoiles, un âge minimum d'environ 60 à 65 millions d'années a été dérivé pour les étoiles de l'amas et vraisemblablement autour de 75 millions d'années ou plus, si l'on considère le l'âge de quelques étoiles de faible masse mais dont l'appartenance effective reste à confirmer. Les mesures obtenues par photométrie ont fourni une valeur d'environ 50 millions d'années. Cette estimation semble également être acceptée par d'autres études,.

## Origine

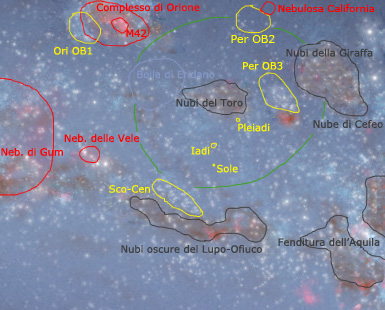
Carte schématique des environs du Soleil, mettant en évidence l'amas d'Alpha Persei (Per OB3).

L'histoire de l'amas d'Alpha Persei est importante pour comprendre l'évolution de notre région galactique au cours des 50 derniers millions d'années. Selon des modèles cinématiques développés au début des années 2000, de grandes associations ont été générées il y a environ 50 millions d'années à la suite d'un épisode prolongé de formation d'étoiles de types OB, parmi lesquels se distingue la vaste association Cassiopée-Taureau, désormais complètement dissoute. Cette association comprenait notamment l'amas d'Alpha Persei et l'association OB6 de Céphée. L'action combinée du vent stellaire des étoiles les plus massives de l'association et leur explosion subséquente en tant que supernovae a généré de puissantes ondes de choc qui ont emporté tout résidu gazeux appartenant à l'ancien nuage moléculaire géant dans lequel ces étoiles sont nées. Ses restes se sont accumulées sur le bord d'une gigantesque structure formée de superbulles et dont le rayon est compris entre 200 et 500 parsecs. Elles forment ainsi un grand anneau de gaz, appelé l'anneau de Lindblad (it),.
Le gaz accumulé a alors commencé à s'effondrer en plusieurs endroits, donnant ainsi naissance à un anneau de nouvelles étoiles jeunes et brillantes connu comme la ceinture de Gould et composée de différentes associations OB, parmi lesquelles se distinguent l'association Scorpion-Centaure, l'association OB2 d'Orion (it) et l'association OB2 de Céphée (it).
Selon les données fournies par le satellite Hipparcos, l'amas d'Alpha Persei et son halo constituerait en fait la région centrale de l'ancienne association Cassiopée-Taureau (abrégé Cas-Tau). La preuve a été apportée par l'analyse du mouvement propre des étoiles appartenant aux deux associations, qui auraient donc une origine et un âge communs. L'association Cas-Tau cependant, à la différence du groupe d'Alpha Persei, s'est désintégrée, devenant une grande association stellaire. Toujours selon les données d'Hipparcos, il n'y a pas de relation entre l'association Cas-Tau et le nuage du Taureau, un nuage moléculaire géant situé à proximité où se déroulent les processus de formation d'étoiles générant des étoiles de petite masse.

### Livres
- (en) Stephen James O'Meara, Deep Sky Companions : Hidden Treasures, Cambridge, Cambridge University Press, 2007, 584 p. (ISBN 978-0-521-83704-0 et 0-521-83704-9, lire en ligne)
- (en) C. J. Lada, N. D. Kylafits, The Origin of Stars and Planetary Systems, Kluwer Academic Publishers, 1999 (ISBN 0-7923-5909-7)
- (it) A. De Blasi, Le stelle : nascita, evoluzione e morte, CLUEB, 2002 (ISBN 88-491-1832-5)

### Publications scientifiques
- (en) Valeri V. Makarov, « Precision Kinematics and Related Parameters of the α Persei Open Cluster », The Astronomical Journal, vol. 131, no 6,‎ juin 2006 (DOI 10.1086/503900, Bibcode 2006AJ....131.2967M)
- (en) J. Goyette et al., « The History of the Local ISM: The Last 50 Million Years », American Astronomical Society, 198th AAS Meeting, #65.01; Bulletin of the American Astronomical Society, vol. 33,‎ mai 2001, p. 884 (Bibcode 2001AAS...198.6501G)

### Cartes célestes
- (en) Toshimi Taki, « Taki's 8.5 Magnitude Star Atlas » [archive du 5 novembre 2018], 2005 (consulté le 13 août 2011) - Atlas céleste librement accessible au format PDF.
- (en) Tirion, Rappaport et Lovi, Uranometria 2000.0 : Volume I : The Northern Hemisphere to -6°, Willmann-Bell, inc., 1987 (ISBN 0-943396-14-X)
- (en) Tirion et Sinnott, Sky Atlas 2000.0 : twenty-six star charts, covering both hemispheres, and seven detailed charts of selected regions, Cambridge (Mass.), Cambridge University Press, 1998 (ISBN 0-933346-90-5)
- (en) Tirion, The Cambridge Star Atlas 2000.0, Cambridge (GB)/New York, Cambridge University Press, 2001, 90 p. (ISBN 0-521-80084-6)